# M18 Hellcat
O M18 Hellcat ou 76mm Gun Motor Carriage M18 (GMC M18), foi um caça-carro da Segunda Guerra Mundial estadunidense. Construído pela Buick, foi apelidado por ela de Hellcat (Gato infernal). Foi o veículo blindado de esteira mais rápido da segunda guerra, passando dos 97 km/h (60 mph).
As tripulações do Hellcat usaram a velocidade para defesa devido a sua blindagem ser fina. Muitos carros Panther e Tiger foram destruídos por impossibilidade de suas torres não conseguirem acompanhar o avanço do Hellcat.